# Saint-Samson (Mayenne)
Saint-Samson is een plaats en voormalige gemeente in het Franse departement Mayenne (regio Pays de la Loire) en telt 334 inwoners (1999). De plaats maakt deel uit van het arrondissement Mayenne. Op 1 januari 2016 is Saint-Samson gefuseerd met de gemeente Pré-en-Pail tot de gemeente Pré-en-Pail-Saint-Samson.

## Geografie
De oppervlakte van Saint-Samson bedraagt 13,4 km², de bevolkingsdichtheid is 24,9 inwoners per km².
De onderstaande kaart toont de ligging van Saint-Samson (Mayenne) met de belangrijkste infrastructuur en aangrenzende gemeenten.

## Demografie
Onderstaande figuur toont het verloop van het inwonertal (bron: INSEE-tellingen).

1. ↑  Populations légales 2018.